# 塞納馬杜雷拉

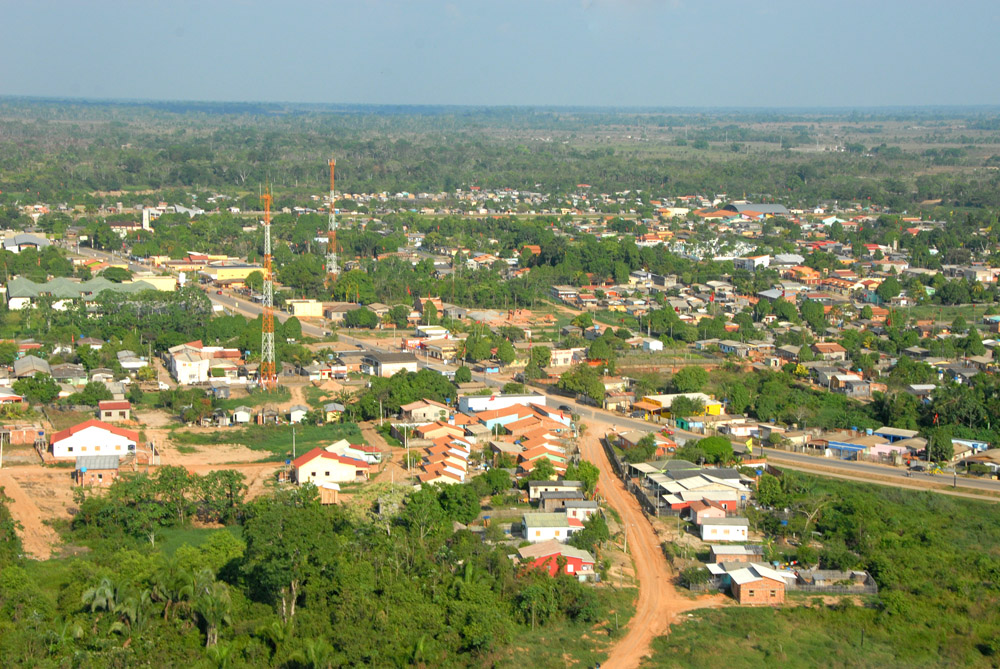
塞納馬杜雷拉

09°03′57″S 68°39′25″W / 9.06583°S 68.65694°W
塞納馬杜雷拉（葡萄牙語：Sena Madureira），是巴西的城鎮，位於該國西北部，由阿克里州負責管轄，面積25,278平方公里，海拔高度150米，2014年人口41,036，人口密度每平方公里1.62人。